# 丹土遗址
丹土遗址位于中国山东省五莲县潮河镇丹土村，是一处新石器时代遗址，1996年被列为第四批全国重点文物保护单位。
在城子崖遗址成功发掘后，1934年春, 中央研究院历史语言研究所考古组的王湘和祁延霈在山东东部沿海地区进行了为期三个月的田野考古调查, 发现了两城镇、丹土、尧王城等多处龙山文化遗址。
- 玉牙璧，龙山文化，五莲丹土出土
- 玉琮，大汶口文化，五莲丹土出土
- 玉筒形器，大汶口文化，五莲丹土出土
- 石鉞，大汶口文化，五莲丹土出土